# Королевство Кастилия
Королевство Кастилия (исп. Reino de Castilla, лат. Regnum Castellae) — одно из средневековых королевств Пиренейского полуострова. Возникло как политическая автономия в IX столетии. Имя происходит от замков (castillo), созданных в пограничном с мусульманскими государствами регионе. Подвергшийся влиянию арабского, язык этого королевства — кастильский (castellano), известный как испанский язык за пределами Испании. Первоначально графы Кастилии были вассалами королей Астурии, потом Леона, но в IX веке графы Кастилии обрели независимость. В XI веке Кастилия вошла в состав государства короля Наварры Санчо III Великого, после смерти которого стала самостоятельным королевством. Кастилия была одним из королевств, объединённых Кастильской короной, а позже стала частью Королевства Испании.

## История

### Предыстория королевства (IX—XI века)

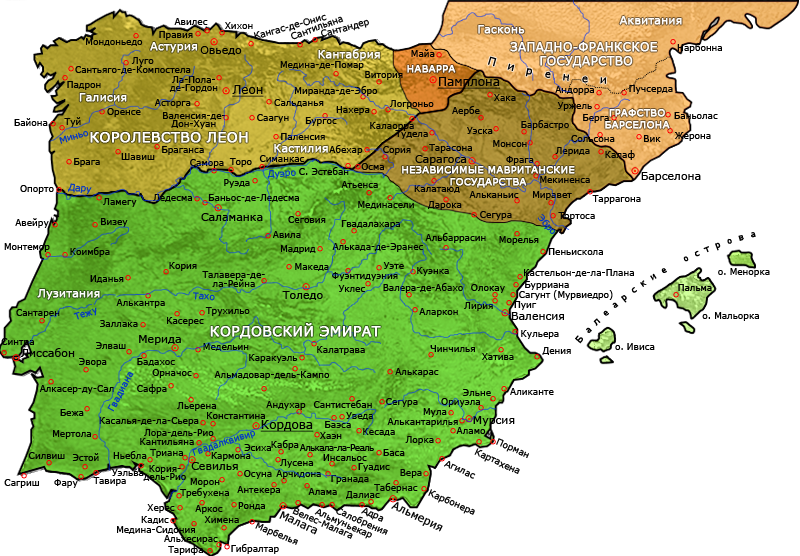
Пиренейский полуостров в 910 году.

Впервые название «Кастилия» (исп. Castilla) появляется в «Хронике Альфонсо III» (IX век), в которой упоминается, что король Астурии Альфонсо I заселил провинцию Бардулия, «которая ныне зовется Кастилией». В хрониках Аль-Андалуса, созданных в Кордобском Халифате, упоминается область Аль-Кила. Название Кастилии отражает происхождении пограничной области королевства Астурии, в которой размещались многочисленные оборонительные крепости — Кастры.
Король Астурии Альфонсо I, воспользовавшись междоусобицами в Аль-Андалусе, смог захватить ряд территорий. В отвоёванных у мусульман землях на юге королевства он начал возводить оборонительные укрепления. Преемники Альфонсо I смогли ещё больше расширить территорию королевства. Около 850 года король Ордоньо I для улучшение управления восточными областями королевства образовал графство. Первым правителем графства был Родриго.
Его владения ограничивались небольшой территорией, граница которой проходила на востоке по реке Эбро, на западе достигала Браньосеры, на севере — Кантабрийских гор, а на юге — совпадала с линией укреплений, из которых наиболее крупными были Лоса и Тобалина.
Первые графы Кастилии принимали активное участие в Реконкисте, расширив свои владения. Столицей графства стал Бургос, основанный в 884 году или королём Астурии Альфонсо III Великим, или графом Диего Порселосом.

Пиренейский полуостров в 1000 году.

В X веке графы Кастилии из-за слабости королевской власти и междоусобиц стали стремиться к независимости. После нескольких неудачных восстаний граф Фернан Гонсалес, основатель династии Лара, стал фактически независимым правителем. Его сын, Гарсия Фернандес, после свержения в 984 году короля Рамиро III отказался приносить вассальную присягу Бермудо III, который, нуждаясь в помощи против леонской знати в 991 году, признал графа Кастилии независимым и равным себе правителем.
После угасания в 1029 году династии Лара Кастилия вошла в состав владений короля Наварры Санчо III Великого, женатого на сестре последнего графа Кастилии.

### Королевства Кастилия и Леон в XI—XII веках
После смерти в 1035 году Санчо III Великого его владения были разделены между его сыновьями. Кастилия ещё в 1032 году была передана старшему сыну Санчо III — Фердинанд (Фернандо) I. Однако король Леона Бермудо III начал подготовку к войне с Фердинандом I, чтобы возвратить Леону ранее отнятые у него земли. Фердинанд, стремясь заручиться большей поддержкой кастильского дворянства, 1 июля 1037 года принял титул «король Кастилии». Осенью Бермудо III вторгся с войском в Кастилию, но 4 сентября 1037 года был разбит в битве при Тамароне Фердинандом I и его братом, королём Наварры Гарсией III. Бермудо III погиб в сражении, после чего король Кастилии овладел Леоном благодаря правам своей жены, которая стала наследницей своего брата Бермудо III. В следующем году Фердинанд I провозгласил себя королём Кастилии и Леона.
Для укрепления своей власти в Леоне, Фердинанд I в 1050 году созвал собор в Каянсе, на котором он подтвердил все фуэрос, которые ранее были предоставлены леонцам королём Альфонсо V, чтобы снизить недовольство жителей Леона. Стремясь объединить в своих руках все владения отца, в 1054 году Фердинанд начал войну против своего брата, короля Наварры Гарсии III. В битве при Атапуэрке Гарсия был убит, однако получить Наварру Фердинанду не удалось.
Позже Фердинанд I успешно воевал против мавров. Ему удалось захватить несколько крепостей к югу от Дуэро, а правители Бадахоса, Толедо и Сарагосы были вынуждены признать себя данниками короля Кастилии. В 1063 году Фердинанд захватил Коимбру, а позже начал войну против эмира Валенсии, однако из-за болезни был вынужден прекратить поход и вернуться в Леон, где и умер в 1065 году.
Согласно завещанию Фердинанда I, его владения были разделены между детьми. Кастилия досталась старшему сыну, Санчо II. Однако в 1067 году между наследниками Фердинанда I началась война из-за желания Санчо Кастильского объединить в своих руках все владения отца. В результате Санчо вышел победителем. Его братья были вынуждены бежать, однако в 1072 Санчо был убит, не оставив наследников. Кастилия и Леон перешли к его брату Альфонсо VI Храброму, который смог захватить и Галисию, правитель которой, Гарсия, умер в плену.
Во время своего правления Альфонсо VI вёл успешные войны с мусульманскими правителями Испании, а в 1085 году захватил тайфу Толедо, что имело важные военные последствия. Город Толедо впоследствии стал важным стратегическим центром Реконкисты, а также выдающимся культурным центром. Другие мусульманские эмиры после падения Толедо стали искать покровительства Альфонсо, который стал называть себя «властелином людей двух религий». Однако после того, как мусульманские правители призвали на помощь Альморавидов, вторжение которых остановило завоевания Альфонсо VI, разбитого в 1086 году в битве при Заллаке. Однако альморавидские правители не смогли воспользоваться плодами своих побед, но основные завоевания Альфонсо VI смог сохранить.
Альфонсо VI не оставил наследников мужского пола, поэтому королевский престол в 1109 году унаследовала Уррака, дочь Альфонсо. Первый муж Урраки, Раймунд Бургундский, умер в 1107 году. Поскольку королевство, которому угрожали Альморавиды, нуждалось в энергичном правителе, знать настояла на браке Ураки с Альфонсо I Воителем, королём Арагона и Наварры. Однако Альфонсо желал править единовластно, кроме того, папа римский расторг брак по причине близкого родства супругов, папу поддержали леонские и кастильские епископы, выступившие против Альфонсо. В итоге разразилась война между Кастилией и Арагоном, кроме того восстала знать в Галисии, короновавшие в 1100 году Альфонсо, наследника Урраки, королём Галисии. Также в междоусобицах принимала Терезе, сестра Урраки, мужа которой, Энрике (Генриху) Бургундскому, Альфонсо VI сделал графом Португалии. Сама Уррака то поддерживала сына, то выступала на стороне мужа. Гражданская война продолжалась до 1126 года, когда умерла Уррака. Её сын, Альфонсо VII короновался королём Кастилии и Леона, однако ему пришлось ещё бороться против знати. Кроме того, в 1130 году восстал граф Португалии Афонсу Энрикеш, сын Терезы, в результате чего война возобновилась. Только в 1137 году был заключён мир, по которому Афонсу Энрикеш признал себя вассалом Альфонсо VII.
После того как Альфонсо VII утвердился на престоле, он стал расширять свои владения. После смерти в 1134 году Альфонсо I Арагонского он захватил часть арагонских и наваррских владений, а также захватил Сарагоссу. Стать королём Арагона ему не удалось, но он присоединил к своему королевству значительные владения вплоть до реки Эбро. Также Альфонсо VII вёл успешные войны против мавров. Будучи самым могущественным правителем на Пиренейском полуострове, он в 1135 году короновался в Леоне как император Испании. Однако эта коронация не была признана королём Наварры и графом Португалии.

### Кастилия в XII—XIII веках и окончательное объединение с Леоном

Рост территории испанских королевств в результате Реконкисты

По завещанию Альфонсо VII после его смерти в 1157 году его владения были разделены между двумя сыновьями: Санчо III получил Кастилию, а Фердинанд II — Леон. Недолгое правление Санчо III прошло в войнах: сначала против брата, Фердинанда II, желавшего объединить все владения отца в своих руках, а потом — против королей Арагона и Наварры. Санчо удалось разбить вторгшуюся наваррскую армию, а с королём Арагона он заключил договор, по которому тот получил некоторые земли, но признал себя вассалом короля Кастилии. Также Санчо обещал помочь королю Арагона в захвате Наварры, но совместная война не состоялась из-за смерти Санчо в 1158 году.
Наследовал Санчо его несовершеннолетний сын Альфонсо VIII. Во времена его малолетства в Кастилии разразилась междоусобная война между могущественными семействами Кастро, которые по завещанию Санчо III должны были опекать малолетнего короля, и Лара. На помощь роду Кастро был призван король Леона Фердинанд II, который решил воспользоваться этим для захвата Кастилии. Фердинанд разместил в ряде крепостей своих солдат и обложил население податями. Кроме того, междоусобицей воспользовался король Наварры, который вторгся в Кастилию и, в свою очередь, захватил несколько крепостей.
В 1166 году Альфонсо VIII, которому удалось бежать в Авилу, в сопровождении нескольких приближенных и жителей Авиллы объехал ряд Кастильских городов, а затем добрался до Толледо, добившись признания своих прав. Число его сторонников увеличивалось, постепенно королю удалось отвоевать крепости, захваченные представителями родов Кастро, Лара и королём Леона, а также рядом сеньоров, заявивших о своей независимости. Кроме того, с помощью короля Арагона Альфонсо удалось вернуть захваченную королём Наварры территорию. Междоусобицы закончились только в 1180 году, к которому Альфонсо удалось восстановить целостность королевства и вернуть Кастилию к прежним границам. В этом же году он заключил мир с королём Леона. Однако в некоторых районах Кастилии периодически возникали мятежи, кроме того, в горных районах Сьерры Морены свирепствовали банды, в составе которых было много оставшихся не у дел солдат, участвовавших ранее в гражданской войне.
Восстановив мир в Кастилии, Альфонсо VIII возобновил войны против мавров. В 1177 году он за помощь, оказанную королём Арагона, освободил его от вассальной присяги. Также он начал завоевание земель в Эстремадуре. Также в войне участвовали архиепископ Толедо и рыцари ордена Калатравы, учреждённого в 1157 году Альфонсо VII, которые совершили набег в Кордову и Хаэн. В отместку против Кастилии выступил адьмохадский правитель Якуб, отправив в 1195 году Испанию свою армию. Узнав об альмохадской угрозе, Альфонсо VIII обратился за помощью к королям Леона и Наварры, которые обещали его поддержать, но обещание не сдержали. В итоге 19 июля армия Альфонс, оставшийся без союзников, потерпел поражение в битве у Аларкоса в предгорьях Сьерры Морены. Воспользовавшись тем, что многие кастильские города осаждены альмохадской армией, против Альфонсо выступили короли Леона и Наварры. Однако Альфонсо смог выстоять. Ему удалось заключить перемирие с маврами. Кроме того, его поддержал король Арагона, с которым Альфонсо VIII смог укрепить союз. Война с Леоном продолжалась 3 года и закончилась в 1197 году. Мирный договор был скреплён браком между королём Леона Альфонсо IX и Беренгелой, дочерью Альфонсо VIII. Обезопасив себя от короля Леона, Альфонсо VIII вторгся в Наварру, захватив к 1200 году земли в Алаве и Гипускоа. Расширив Кастилию на северо-восток, Альфонсо VIII укрепил ряд кантабрийских прибрежных городов, предоставив им ряд привилегий.
В 1198 году истекло перемирие с маврами, после чего возобновилась война против них. Встревоженные набегами христиан на Андалусию и Валенсию, альмохады собрали большую армию. В свою очередь, Альфонсо VIII обратился за помощью к правителям Арагона, Наварры и Португалии. Кроме того, папа римский провозгласил крестовый поход против мавров, на который откликнулось много людей. Летописи приводят явно преувеличенные цифры прибывших в Испанию иноземцев: 100 тысяч пехотинцев и 10 тысяч всадников. Однако после начала войны почти все прибывшие в Испанию воины разбежались, на обратном пути разорив многие части королевства. В результате с Альфонсо VIII остался только архиепископ Нарбонны, который был кастильцем, с отрядом, в котором было 150 воинов.
16 июля 1212 года состоялась битва при Лас Навас де Толоса в Хаэне, во время которой армия Альфонсо VIII и союзные ему войска разгромили мавров. В результате этой победы, которая положила начало новому этапу Реконкисты, христиане смогли захватить ряд андалусских крепостей. Кроме того вскоре в альмохадских государствах начались междоусобицы, которые подорвали могущество мавров в Испании. К концу своего правления Альфонсо VIII удалось вывести Кастилию в доминирующее положение в Испании. Даже король Леона Альфонсо IX был вынужден признать себя вассалом короля Кастилии.
Альфонсо VIII умер в 1214 году, наследство которого перешло к малолетнему сыну Энрике I, регентами при нём были сначала мать, а потом сестра, Беренгела. В это время в Кастилии возобновились междоусобицы, зачинщиками которой были представители дома Лара. Для прекращения беспорядков Беренгела передала регентство Альваро де Лара, однако его злоупотребления властью привели к новому восстанию недовольной его действиями знати.
В 1217 году погиб Энрике, не оставив наследников, и королевой стала Беренгела, после чего междоусобицы прекратились. Однако вскоре возникли новые проблемы. Беренгела решила передать короны своему сыну, Фердинанду III, родившемуся от позже аннулированного из-за близкого родства брака с королём Леона Альфонсо IX. Однако Альфонсо решил сам получить кастильскую корону. Заручившись поддержкой представителей рода Лара, Альфонсо вторгся в Кастилию. Кроме того, некоторые сеньоры объявили себя независимыми. Однако оставшаяся часть знати и большинство городов встали на сторону Фердинанда, который в итоге смог победить своих соперников, утвердившись на кастильском престоле. А после смерти в 1230 году его отца Фердинанд III унаследовал и его владения, окончательно объединив Кастилию, Леон и Галисию в единое королевство Кастилия и Леон.

## Язык
В Кастилии говорили на кастильском (или староиспанском) языке (исп. castellano antiguо) — предке современного испанского языка. Он образовался из народной латыни. Также часть населения разговаривала на андалусийском арабском и мосарабском языках, многие слова из которых были заимствованы кастильским языком.